# Relaciones Uzbekistán-Venezuela
Las relaciones Uzbekistán-Venezuela se refieren a las relaciones internacionales que existen entre Uzbekistán y Venezuela.

## Deporte
Tanto Uzbekistán como Venezuela participaron en los Juegos Militares Army Games 2021, los cuales tuvieron lugar en Vietnam, en los que participaron catorce equipos de ocho países distintos.

## Misiones diplomáticas
- Venezuela cuenta con una embajada concurrente en Teherán, Irán.[2]